# Lopadea Veche, Alba

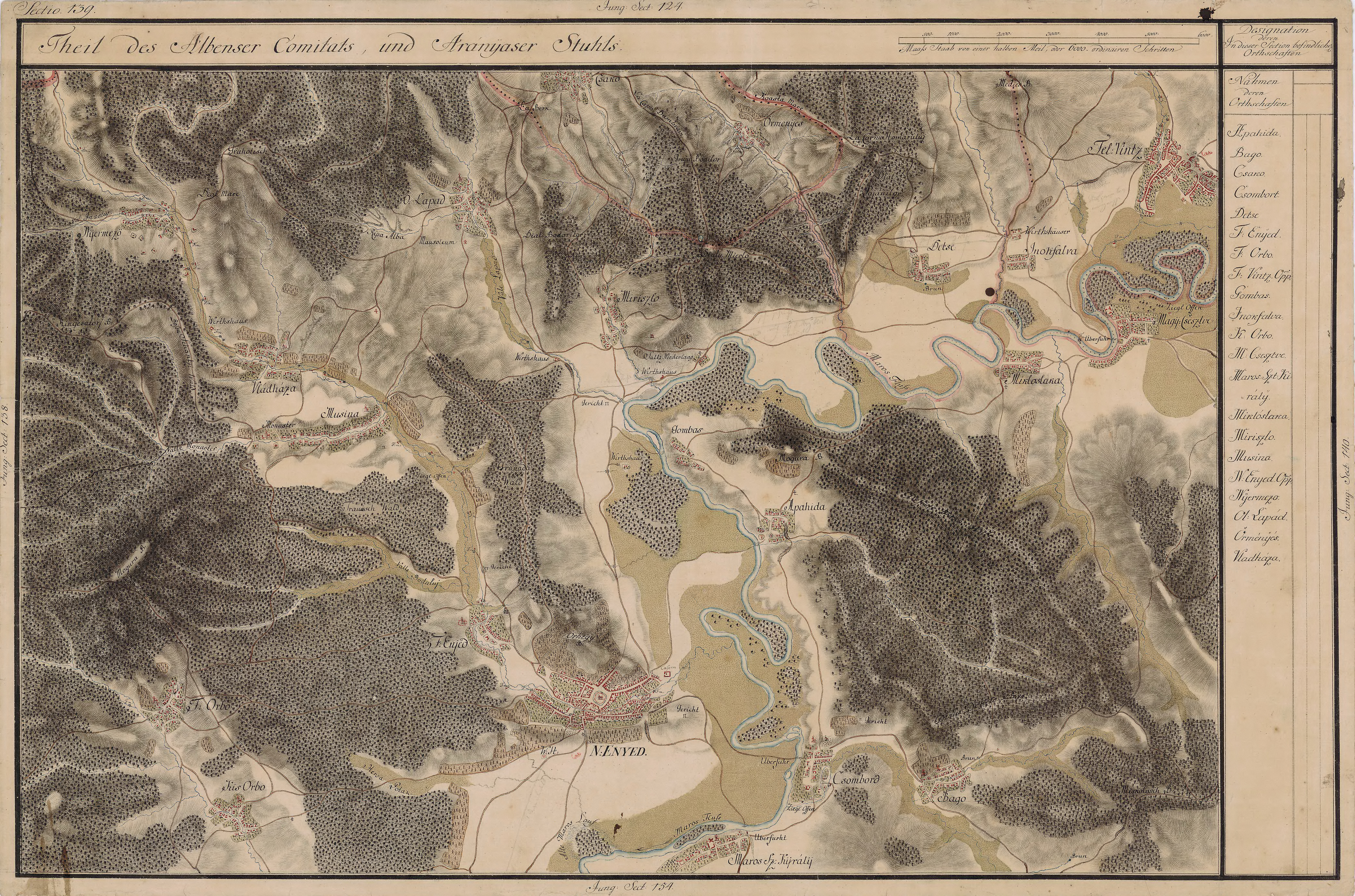
Lopadea Veche (O: Lapád) pe Harta Iosefină a Transilvaniei,
1769-1773 (Sectio 139)

Lopadea Veche (în maghiară Olahlapád, în română: Lopadea Românească) este un sat în comuna Mirăslău din județul Alba, Transilvania, România.

## Date geografice
Altitudinea medie: 323 m.

## Istoric
Situl arheologic de la Lopadea Veche din punctul “Jidovina” este înscris pe lista monumentelor istorice din județul Alba elaborată de Ministerul Culturii și Patrimoniului Național din România în anul 2010.
Pe Harta Iosefină a Transilvaniei din 1769-1773 (Sectio 139) localitatea apare sub numele de „O: Lapád” (Olah Lapád = Lopadea Românească). La sudul satului este marcat pe hartă un monument ("Mausoleum").

## Galerie de imagini

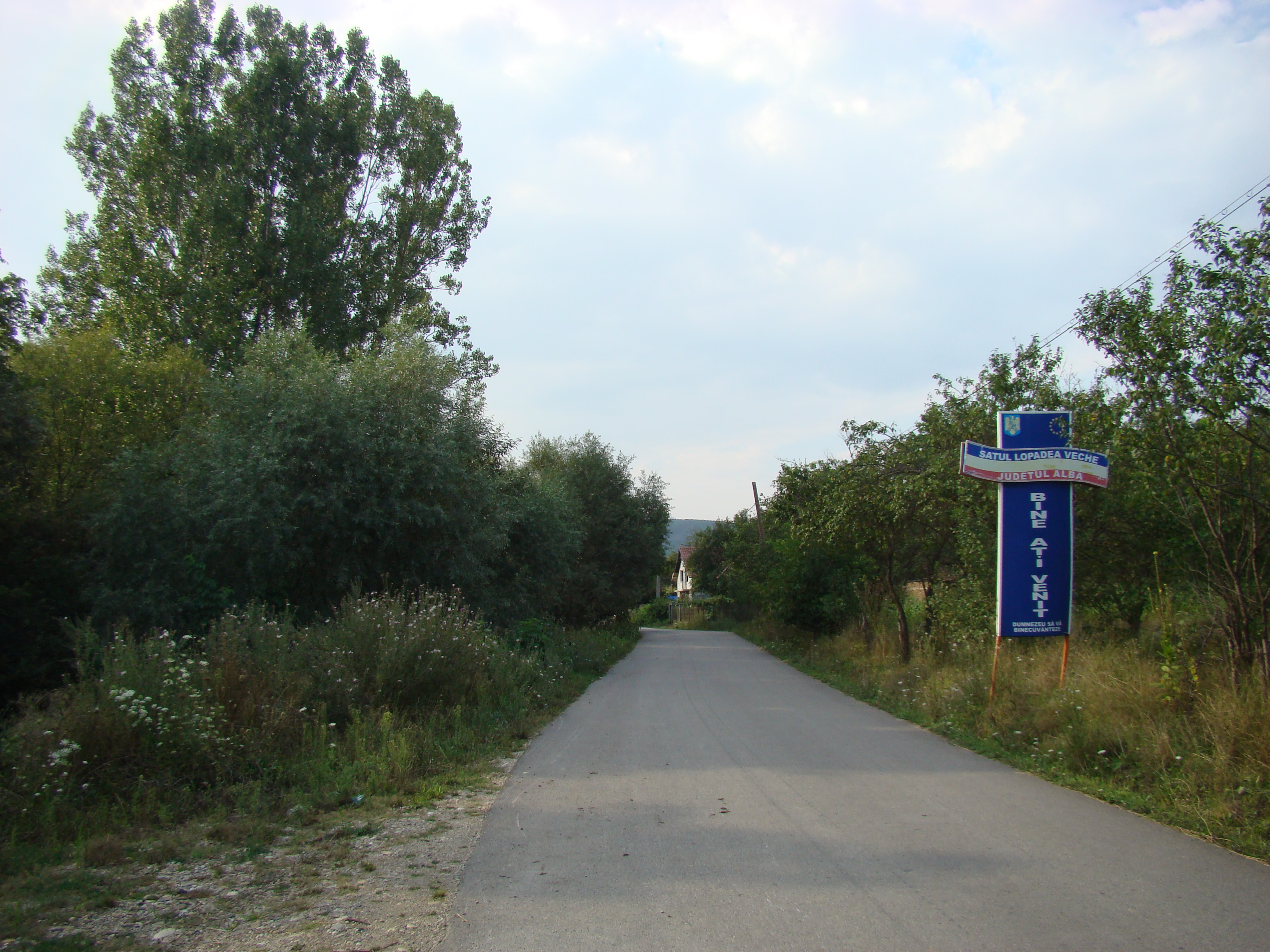
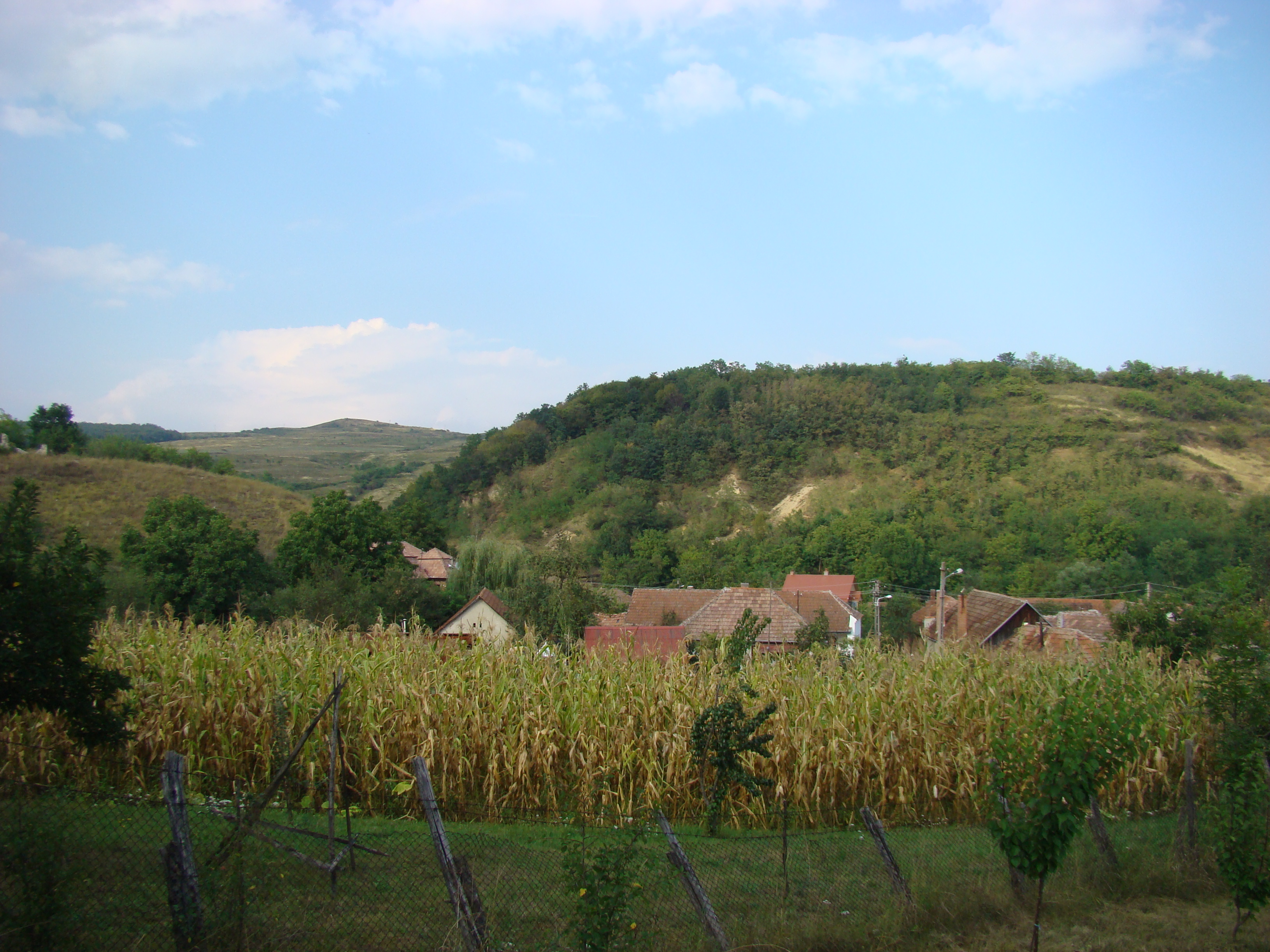
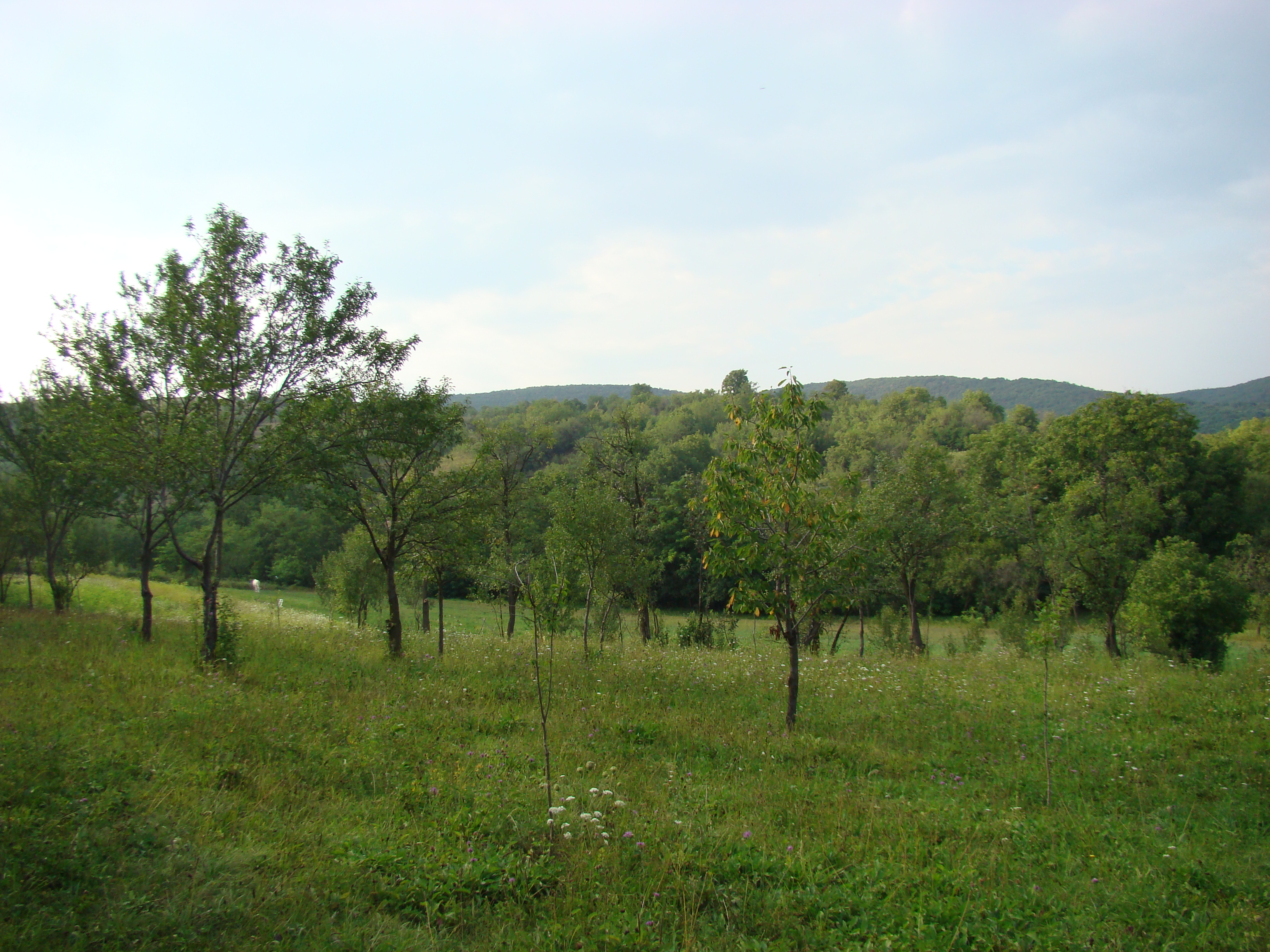
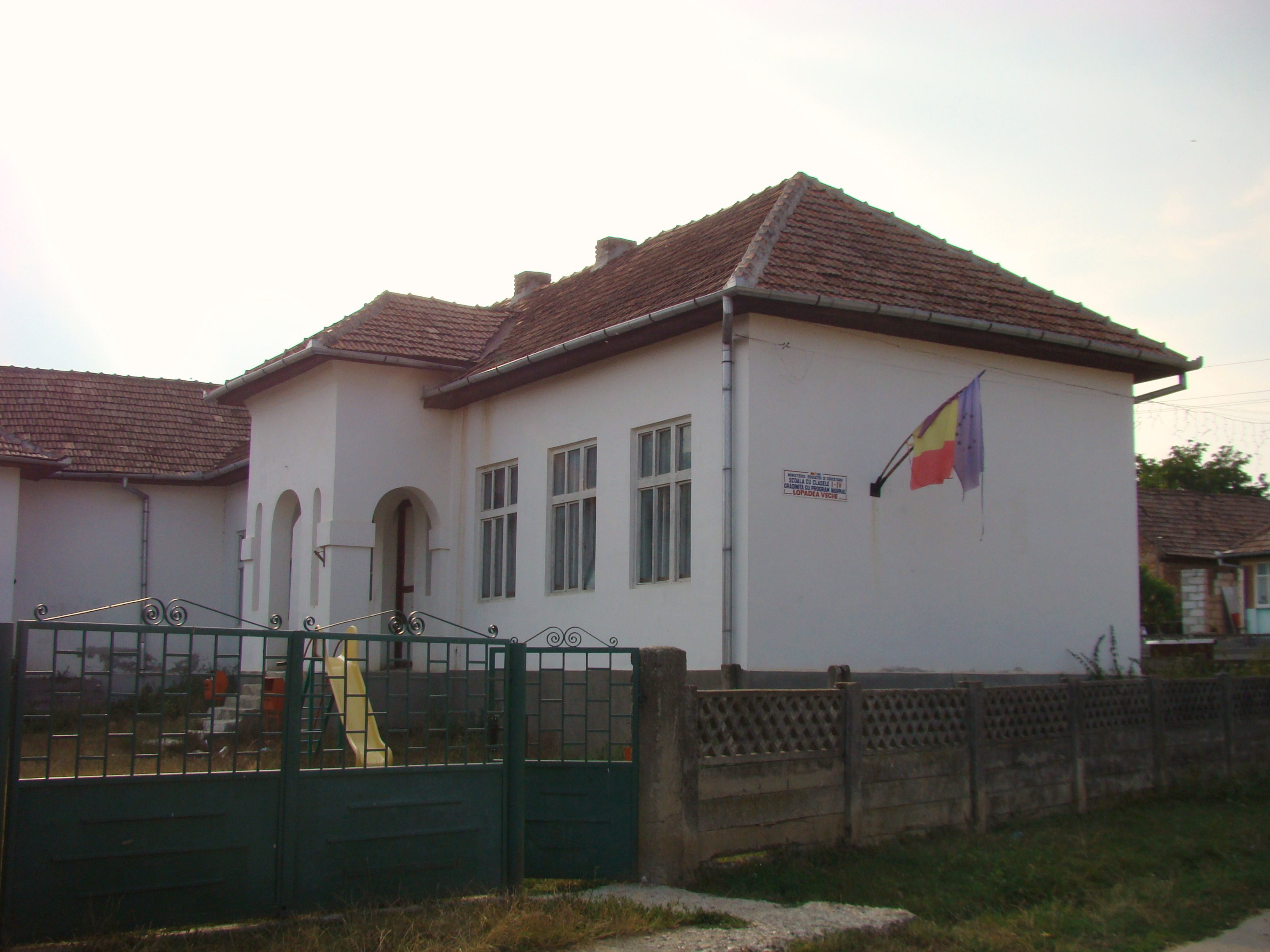
Școala cu clasele I-IV
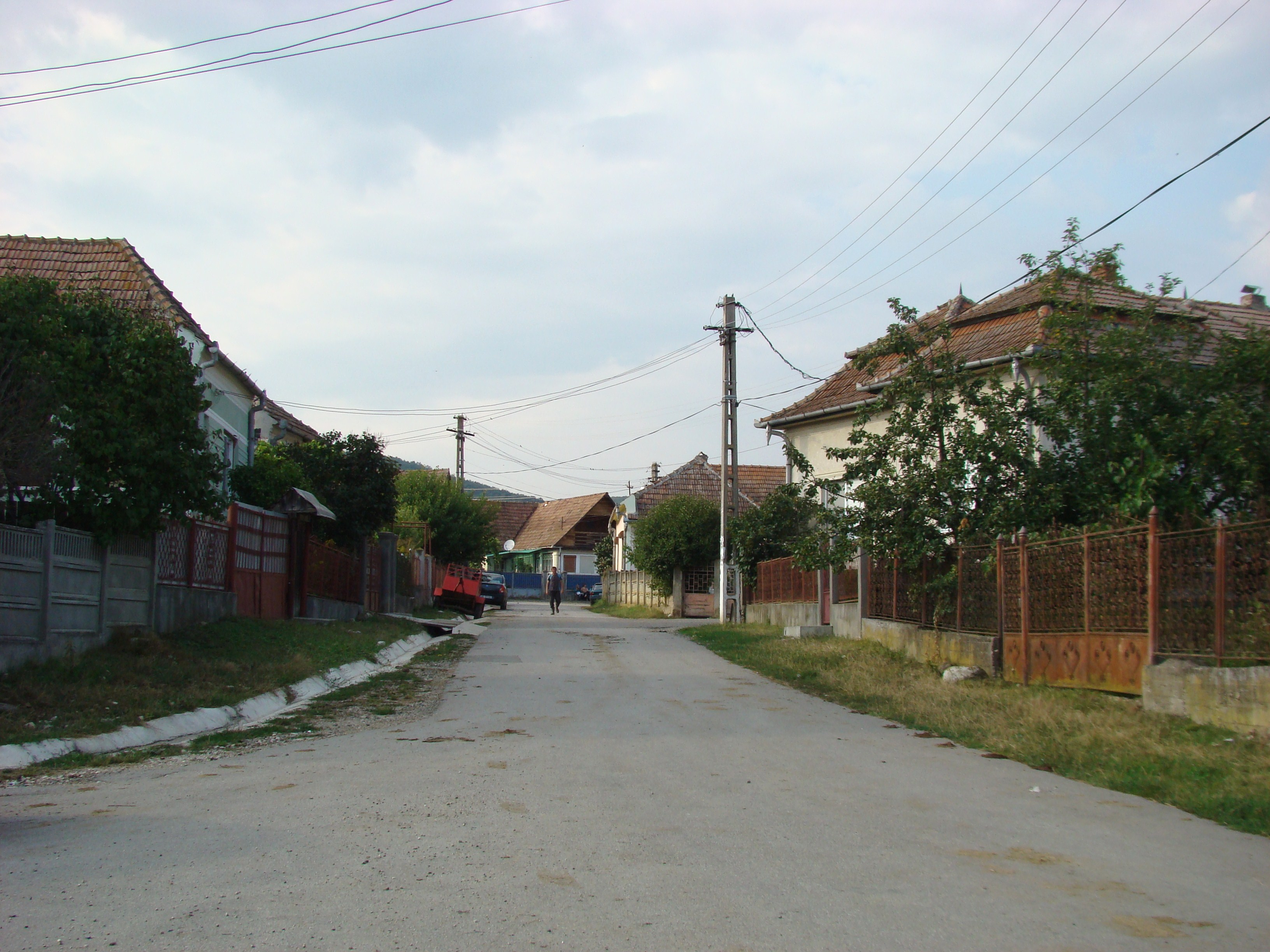
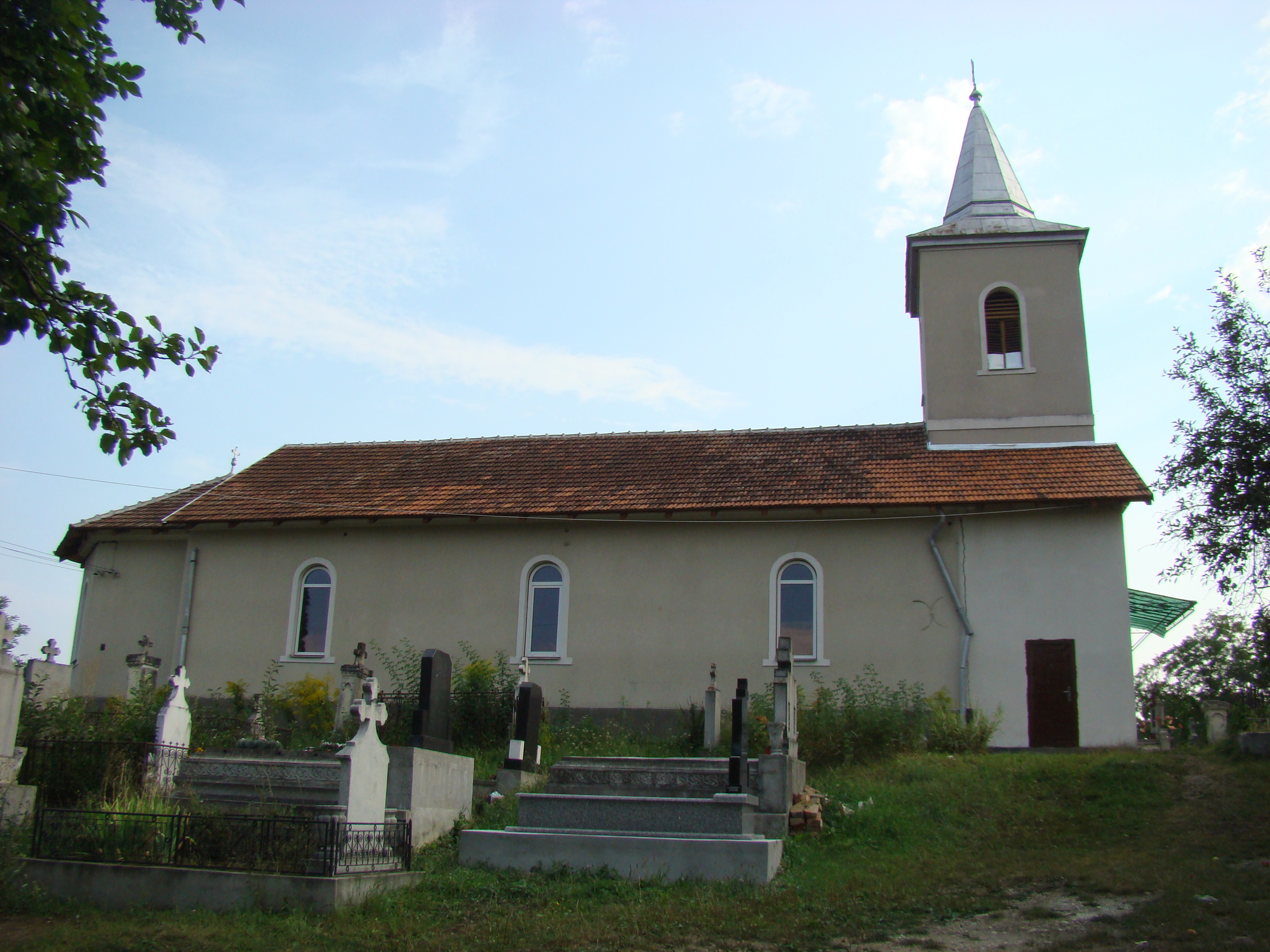
Biserica ortodoxă cu hramul „Adormirea Maicii Domnului”